# Taphozous georgianus
Taphozous georgianus är en insektsätande småfladdermusart som beskrevs av Oldfield Thomas (1858–1929) år 1915. Dess artnamn på engelska (common sheath-tailed bat) och på tyska (Gemeine Scheidenschwanzfledermaus) betyder "vanlig skidsvansfladdermus".
Taphozous georgianus ingår i släktet gravfladdermöss (Taphozous) och familjen frisvansade fladdermöss (Emballonuridae). Inga underarter finns listade i Catalogue of Life.

## Utseende
Taphozous georgianus är med 66 till 74 mm långa underarmar och med en vikt på 19 till 41 g. en ganska stor gravfladdermus, och dess kroppslängd (huvud och bål) är 75 till 90 mm och svansen är 20 till 30 mm lång. Pälsen på ovansidan bildas av hår som är krämfärgade nära roten och sedan mörkbruna. På undersidan förekommer lite ljusare päls. På vingarnas undersida nära armarna finns gråbruna hår.
Som hos andra familjemedlemmar, bryter svansen genom svansflyghudens ovansida. Hannar av Taphozous georgianus, däremot, saknar säckformiga kroppsdelar på strupen som hos andra gravfladdermöss omsluter en körtel.

## Utbredning
Arten förekommer med två från varandra skilda populationer i norra och nordvästra Australien. Fladdermusen lever även på flera australiska öar i samma region. Habitatet varierar, men Taphozous georgianus behöver alltid klippor i närheten på grund av att den vilar i grottor eller bergssprickor. Där sover den ensam, i mindre flockar eller sällan i större kolonier med cirka 100 medlemmar.

## Ekologi
Taphozous georgianus flyger ofta hög över marken för att nå områden med byten. Jakten sker ofta ovanför buskar eller vattenansamlingar med hjälp av ekolokalisering. Den fångar skalbaggar och andra insekter med flygmembranen. Därför flyger fladdermusen i raka linjer som bildar ett rutnät över området.
Tidpunkten för ungarnas födelse är beroende på utbredningsområdet och ligger mellan oktober (senvåren på södra jordklotet) och april (hösten). Honan föder vanligen en unge efter cirka fyra månader dräktighet. Ungen väger vid födelsen 7 till 8 g. och har redan päls samt öppna ögon. Ungdjur av Taphozous georgianus blir självständiga efter tre till fyra veckor. Könsmognaden infaller för honor efter 9 månader och för hannar efter 21 månader.
Under den kalla årstiden, intar arten tidvis ett stelt tillstånd (torpor). Den vaknar lätt vid störningar.

## Status
För arten finns inga allvarliga hot och den förekommer i flera naturskyddsområden. Regionalt begränsad kan gruvdrift nära grottorna förekomma. IUCN kategoriserar arten globalt som livskraftig.